# Волоф (мова)
Воло́ф — мова у західній Африці, одна із Західноатлантичних мов.

## Поширення
Поширена в Західній Африці, головним чином в Сенегалі, Гамбії, Мавританії, Малі, Гвінеї, Гвінеї-Бісау та інших країнах Гвінейської затоки.
Кількість носіїв понад 2,6 млн. осіб (1991) — народ волоф. Мова служить засобом міжетнічного спілкування.
Основні діалекти, різниця між якими є незначною:
- вало (уало), дьолоф, кадьор, баоль, салум
- лебу
- урбанізовані говори міст Сен-Луї, Дакар, Банжул тощо.

## Характеристика
Граматичний стрій мови волоф характеризується поєднанням ізоляції з аглютинацією.
Система іменних класів редукована (8 класів однини та 2 класи множини).
Клас у морфологічній структурі іменника у сучасній мові не визначається, хоча збереглись сліди архаїчного префіксу. Узгодження по класу реалізується головним чином в області займенника.

## Писемність і використання
Писемність мови волоф на основі арабського графічного письма з'явилась ще до колонізації Сенегалу Францією в 1895 році. Арабську графіку було замінено на латиницю, і в 1960 році вийшла перша абетка.
Літературна мова знаходиться в стадії становлення. З 1971 року мовою волоф видається преса; зараз мова представлена у ЗМІ, в тому числі і електронних, зокрема існує розділ Вікіпедії мовою волоф. Мовою волоф ставлять вистави, знімають і озвучують фільми.